# Fabrizio Ravanelli
Fabrizio Ravanelli, född 11 december 1968 i Perugia, Italien, är en italiensk fotbollstränare och före detta fotbollsspelare (anfallare). Under sin spelarkarriär har han representerat ett flertal europeiska klubbar, bland annat Perugia, Juventus, Middlesbrough, Derby County och Dundee.
Ravanelli var känd som "silverräven" eller "den vita fjädern" (på italienska "penna bianca") genom sitt omisskännliga gråa hår. Han blev en av Europas absolut bästa anfallsspelare under 1990-talet för Juventus och i det italienska landslaget. Slog följe med många andra italienska fotbollsspelare till den engelska ligan i slutet av 1990-talet där han dock inte lyckades fullfölja sin succé från hemlandet. Hans sydländska temperament passade illa i den brittiska kulturen och han kom på kant med lagkamrater, ledare och fans i både Middlesbrough och Derby County.
Ravanelli var en anfallsspelare av gammalt klassiskt snitt, stor, stark och med ett mycket bra skott. Han var världens högst betalde fotbollsspelare under några år i slutet av 1990-talet. Han spelade 22 landskamper för Italien och gjorde åtta mål.